# Develop (издание)
Develop — британское издание, ежемесячный специализированный бумажный журнал и одноимённый веб-сайт, посвящённые индустрии компьютерных игр. Develop расположен в городе Хартфорд, который находится в графстве Хартфордшир. Отличительной особенностью Develop от других изданий, посвящённых игровой индустрии и компьютерным играм, является его исключительная нацеленность на разработку компьютерных игр и игровых разработчиков.
Сайт develop-online, на котором публикуются все материалы из журнала, был запущен в 17 июля 2007 года.

## Develop conference
Develop проводит свою собственную ежегодную конференцию для разработчиком игр под названием Develop conference в Брайтоне, первая конференция состоялась в 2006 году.

## Develop 100
«Develop 100» является ежегодной рейтинговой системой для игровых разработчиков, которая разработана и поддерживается Develop. «Develop 100» содержит рейтинги крупнейших мировых студий и компаний, занимающихся разработкой компьютерных игр, и базируется на множестве критериев: данные по продажам разработанных игр, отзывы и рецензии на них со стороны игровых журналистов, рейтинги на агрегаторах и индустриальная стабильность.
В 2009 году первое место в «Develop 100» заняла компания Blizzard, сместив прежнего лидера компанию Nintendo на второе место.